# Jean-Jacques Friboulet
Jean-Jacques Friboulet, né le 30 mars 1949 à Dijon, est un économiste et un universitaire franco-suisse. Il est professeur émérite à l'Université de Fribourg, en Suisse. Nommé Chevalier dans l'Ordre des Palmes académiques en 2013, ses thèmes de recherche sont l'histoire de la pensée économique, l'éthique économique et sociale ainsi que l'économie du développement.

## Biographie

### Formation
Jean-Jacques Friboulet obtient une licence es Sciences Économiques (1971, Université de Bourgogne) puis un diplôme d'Études Supérieures en Sciences Économiques (1973, Université de Bourgogne) sur le thème de l'économie de l'éducation dans l'esprit de l'école de Chicago. Il est titulaire d'un doctorat d'État et Habilitation en Sciences Économiques à l'Université de Bourgogne, sous la direction de Bernard Schmitt, obtenu après avoir soutenu sa thèse, en 1984 devant un jury composé en particulier d'Alain Cotta et de Christian de Boissieu.

### Carrière universitaire
Jean-Jacques Friboulet commence sa carrière universitaire en 1974 en devenant assistant en Sciences Économiques à l'Université de Bourgogne à Dijon. Après l'obtention de son doctorat, Jean-Jacques Friboulet reste à Dijon en tant que maître de conférences à la Faculté des Sciences Économiques et de Gestion.
En 1989, il devient professeur ordinaire à l'Université de Fribourg où il passera l'essentiel de sa carrière académique, titulaire de la chaire d'Histoire de la pensée économique. Il y sera notamment président du Département d'Économie Politique entre 2001 et 2002, puis doyen de la Faculté des Sciences Économiques et sociales entre 2011 et 2013. Il a également enseigné en qualité de professeur invité à HEC Lausanne et à l'Université de Neuchâtel. 
Il est professeur émérite depuis 2014.

### Fonctions administratives et de recherche
En parallèle de ses charges de cours, Jean-Jacques Friboulet est membre du comité scientifique de la revue Traverse, membre du comité scientifique de la  Revue d'histoire de la pensée économique ainsi que membre du conseil de rédaction de la revue Mondes en développement. Entre 2003 et 2011, il est directeur de l'Institut Interdisciplinaire d'Éthique et des Droits de l'Homme à l'Université de Fribourg.

## Travaux
Dès son arrivée à Fribourg, Jean-Jacques Friboulet se spécialise en histoire de la pensée économique, faisant notamment la part belle à la pensée keynésienne, mais pas seulement. Il considère la maîtrise de l'histoire des théories économiques comme « un précieux outil pour faire le tri dans le méli-mélo des conceptions contemporaines », insistant sur la nécessaire connaissance de l'histoire de la pensée en sciences économiques pour comprendre la théorie économique et ses enjeux. En ceci, il se place à rebours d'une tendance qu'il dénonce, à savoir le choix fait par beaucoup d'économistes d'une approche de nature excessivement mathématique et statistique des phénomènes économiques qui ignore le pluralisme de la pensée. 
À partir de la fin des années 1990, Jean-Jacques Friboulet débute ses recherches sur l'économie du développement. Fortement influencé par les travaux d'Amartya Sen et son concept de "capabilité", il définit le développement comme la construction des capacités, donc des libertés, une conception par la suite renforcée par son travail en tant que directeur de l'Institut Interdisciplinaire d'Éthique et des Droits de l'Homme à l'Université de Fribourg. À partir de 2001, il travaille essentiellement sur les droits économiques et sociaux.
C'est logiquement que les notions de droits économiques et de capacités l'ont amené à se questionner sur l'éthique économique, en se fondant sur les écrits de Paul Ricoeur traitant des questions de justice, mais aussi sur la doctrine sociale chrétienne qui lui paraît plus solide pour discuter du bien commun que les approches libérale et socialiste.
Les questions écologiques entrent dans le champ d’études de Jean-Jacques Friboulet à partir des années 2000. Il comprend vite que l’analyse standard en termes de marchés est inopérante sur les questions de durabilité puisque l’analyse économique a d’emblée écarté de son modèle les considérations liées à la nature. Il prône ainsi un renouveau de l’économie pour y développer une véritable interdisciplinarité avec les facultés des sciences.
Outre ses travaux académiques, Jean-Jacques Friboulet est parfois sollicité par les médias pour quelques analyses,, notamment autour de la formation des économistes , de l'éthique et la dimension sociale de l'économie. Il publie également des chroniques sur le site cath.ch dans lesquelles il souligne que la science économique ne concerne pas seulement les biens matériels, mais aussi et surtout la vie des personnes et les relations humaines. 

## Publications
- « Le Traité de la monnaie et l’inflation d’équilibre », dans F. Poulon (Éd.), Les écrits de Keynes, Dunod, 1985.
- Profit, investissement et inflation – Essai sur le Traité de la Monnaie, Publication Universitaires Européennes, Peter Lang, 1988.
- « L’influence de la doctrine sur la réalité économique : l’exemple de pays d’Europe de l’Est », dans Les Sciences économiques et sociales – évolution et perspectives : mélanges de la Faculté des sciences économiques et sociales à l'occasion du centenaire de l'Université de Fribourg et de la fondation de la Faculté, Éditions Universitaires Fribourg, 1990.
- Scénarios pour une politique en faveur des chômeurs en fin de droit, en collaboration avec S. Guidotti, M.-H. Soulet, J.-C. Simonet et C. Sassi, Éditions Universitaires Fribourg, 1997.
- « Mondialisation, libéralisation, innovation : une combinaison à l'œuvre au XIXè siècle », dans J. Pasquier-Dorthe (Éd.), Le renouveau du libéralisme, Éditions Universitaires Fribourg, 1998.
- « Intérêt et limites des aides catégorielles aux chômeurs en fin de droit : l'exemple du Canton de Fribourg », dans P. Méhaut et P. Mossé (Éds.), Les politiques sociales catégorielles, L'Harmattan, 1998.
- « Le droit au travail, droit fondamental ou utopie sociale ? », dans M. Borghi et P. Meyer-Bisch (Éds.), Ethique économique et droit de l’homme, Éditions Universitaires Fribourg, 1999.
- « Libre circulation et coordination des droits sociaux européens : l'exemple des accords bilatéraux Suisse - UE peut-il être étendu aux PECO ? », dans B. Dervaux, F. Calcoen, D. Grelnor, J.-P. Marissal et J.-C. Sailly (Éds), Intégration européenne et économie sociale, XXIème Journée de l'Association d'Économie Sociale, L'Harmattan, 2001.
- « Droits culturels et développement – à la recherche de principes d'indication », en collaboration avec H. Gapany, dans M. Borghi et P. Meyer-Bisch (Éds.), La pierre angulaire, le flou crucial des droits culturels, Éditions Universitaires Fribourg, 2001.
- « D'une économie d'équilibre à une économie des limites: le retour de l'éthique déontologique », dans P. Gugler et R. Ratti, L'espace économique mondial et régional en mutation, Schulthess, 2003.
- Histoire de la pensée économique, XVIIIème – XXème siècles, Bruylant et Schulthess, 2004.
- La mesure du droit à l'éducation, en collaboration avec l'IIEDH et l'APENF, Karthala, 2005.
- La gouvernance d'entreprise en Suisse – Dynamiques externes et stratégie internes, J.-J. Friboulet, D. Isakov, D. Barbuscia et F. Giorgetti, Schulthess, 2005.
- Measuring the Right to Education, en collaboration avec l'IIEDH et l'APENF, Schulthess et Unesco, 2006.
- « Le bien commun selon Jacques Maritain », dans A. Gavric et G.W. Sienkiewics (Éds.), État et Bien commun – Perspectives historiques et enjeux éthico-politicque, Colloque en hommage à Roger Berthouzoz, Peter Lang, 2008.
- L’effectivité des normes sociales internationales dans l’activité économique, P. Meyer-Bisch, J.-J. Friboulet et E. Davoine (Éds.), Bruylant, L.G.D.J et Schulthess, 2008.
- Histoire de la pensée économique, XVIIIème – XXème siècles, 2ème édition revue et augmentée, Bruylant, L.G.D.J et Schulthess, 2009.
- « La construction de l’attractivité : une analyse en termes de capacités », Mondes en développement, Vol. 38, 2010/1, No. 149, 2010.
- « Regards d'un économiste sur les droits humains », dans J.-B. Zufferey, J. Dubey et A. Previtali (Éds.), L'homme et son droit – Mélanges en l'honneur de Marco Borghi, Schulthess, 2011.
- « Les organisations de la société civile : entre plaidoyer et subsidiarité », Mondes en développement, Vol. 40, 2012/3, No. 159, 2012.
- La naissance de l’économie moderne, XVIIIème – XXème siècles, Schulthess, 2014.
- « La défiance ou le tiers exclu », dans S. de Reyff, M. Viegnes et J. Rime (Éds.), Risquer la confiance, Alphil – Presses universitaires suisses, 2014.
- Dynamiques des sociétés civiles en économie ouverte, études de cas et perspectives (Afrique de l’Ouest, Europe, Maghreb), J.-J. Friboulet, J. Brot et H. Gérardin (Éds.), Karthala, 2015.
- « Les objectifs du développement durable, un progrès pour le bien commun ? », dans P.H. Dembinski et J.C. Huot (Éds.), Le bien commun par delà les impasses, Saint Augustin, 2017.
- « Le passage de l’économie politique à l’analyse économique – Un recul pour le bien commun », dans J.-M. Délèze (Éd.), Savoirs et responsabilités – Où va l’université ?, Socialinfo, 2019.
- Bienfaisantes résiliences, quelques traits marquants d'une vie, Éditions Saint Augustin, 2025.